# 셰르파어
셰르파어(Sherpa)는 네팔과 인도 시킴 주에 걸친 지역에 사는 셰르파인들의 언어로, 티베트계 언어의 일종이다. 약 20만 명의 화자가 있으며 에베레스트 산이 위치한 네팔 동북부의 Khumbu 지역에 주로 분포한다. SOV 어순(주어(s),목적어(o),  서술어(v)로 말글을 읽고 쓰는 어순이며 말의 높낮이에 따라 뜻이 다른 성조가 있다.

## 같이 보기
- 셰르파